# Hôtel franco-suisse
L’hôtel franco-suisse ou hôtel Arbez, surnommé Arbézie, est un hôtel-restaurant dans le village de La Cure coupé par la frontière entre la France et la Suisse. Il est partagé entre la commune des Rousses dans le département du Jura, en France, et la commune de Saint-Cergue dans le canton de Vaud, en Suisse. C'est aussi une micronation depuis 1958.

## Histoire

### Création
La France et la Suisse conviennent de leur frontière dans la rédaction du traité des Dappes le 8 décembre 1862, mais ce traité n'est pas tout de suite ratifié. Entre-temps, un certain Ponthus, possédant une parcelle triangulaire de 10 ares concernée par le découpage et vivant de la contrebande, fait rapidement construire un bâtiment malgré la demande des autorités suisses de stopper les travaux. Le traité est ratifié le 20 février 1863. Or, l'article VII du traité précise qu'il ne portera aucune atteinte aux droits acquis au moment de l'échange des ratifications. Le bâtiment de Ponthus ne pouvant plus être démoli, son propriétaire en fait un bar côté français et un magasin côté suisse, dans lequel il est suspecté d'abriter des activités de contrebande.
À sa mort en 1895, ses deux fils en font un hôtel, mais une dispute familiale s'ensuit et la maison est achetée par Jules-Joseph Arbez en 1921, qui en fait l'« Hôtel franco-suisse ». Il devient rapidement une curiosité locale alors que se développent les sports d'hiver. 

### Seconde Guerre mondiale
À partir de l'armistice du 22 juin 1940, pendant la Seconde Guerre mondiale, le nord de la France est occupé par l'Allemagne nazie. L'hôtel se trouve alors dans cette zone occupée, à quelques dizaines de kilomètres au nord de la ligne de démarcation et de la zone libre.
Le fils de Jules-Joseph Arbez, Max Arbez, profite de la position transfrontalière de son hôtel pour faire passer en Suisse, neutre dans le conflit, des Juifs fuyant les persécutions en France, des Résistants français fugitifs, des pilotes britanniques. Les autorités allemandes n'ont accès qu'à la partie française, c'est-à-dire le bar et la salle de service. L'escalier commence en France, mais à partir de la 7e marche, il est en Suisse. Les Allemands font murer l'hôtel.

### Après-guerre
Après la fin de la guerre, Max Arbez rouvre son établissement. La Suisse demande à revoir sa frontière avec la France et tente de faire l'acquisition de l'hôtel entier, en vain. La frontière continue à diviser le bâtiment et l'activité commerciale doit se conformer aux règles propres à chaque pays, pour la surface correspondante et le chiffre d'affaires afférent. Edgar Faure, alors député du Jura, donne à l'hôtel le sobriquet d'« Arbézie ».

## «Principauté» d'Arbézie
Dans le partage de cet esprit de satire, Max Arbez fait de l'hôtel une micronation en 1958,,,,. Il lui donne un drapeau triangulaire comme la forme du terrain, avec un épicéa rouge sur fond jaune, et il crée pour monnaie la roupie arbézienne. Il s'autoproclame prince Max Ier d'Arbézie.
Dans le même esprit, la « République » du Saugeais (dans le Doubs, à quelques dizaines de kilomètres au nord) avait été déclarée en 1947.
Il fait du président français, Charles de Gaulle, le premier citoyen d'honneur lors de sa venue à La Cure. Les amis de Max Arbez, comme Paul-Émile Victor et Bernard Clavel, ont droit aussi à cette distinction.
Le 9 décembre 1961, l'hôtel accueille des négociations préliminaires aux accords d'Évian entre des représentants de la France et du Front de libération nationale algérien pour mettre fin à la guerre d'Algérie. Les diplomates français sont venus de France, les représentants algériens depuis la Suisse,.
Le 22 avril 2012, pour son action pendant la Seconde Guerre mondiale, Max Arbez est reconnu Juste parmi les nations à titre posthume par l'Institut Yad Vashem.
L'hôtel est toujours une propriété de la famille Arbez.

## Publications
- Maryse Obez-Arbez (préf. Paul-Émile Victor), L'Arbézie : L'insolite au quotidien, Besançon, Agence Vue, 1991, 143 p. (ISBN 2-9505982-0-X) [extrait].